# Ossó de Sió
Ossó (oficialmente y en catalán Ossó de Sió) es un municipio y localidad española de la provincia de Lérida, en la comunidad autónoma de Cataluña. El término municipal tiene una población de 195 habitantes (INE 2024).

## Geografía
El municipio tiene una superficie de 26,3 km².

## Historia
Hasta la reforma de la nomenclatura municipal de 1916 el municipio se llamaba oficialmente Ossó. En dicha fecha su nombre fue modificado por el de Ossó de Sió.

## Demografía
Cuenta con una población de 195 habitantes (INE 2024).
| Gráfica de evolución demográfica de Ossó entre 1842 y 2021 |
| |
| Población de derecho según los censos de población del INE Población de hecho según los censos de población del INEEn estos censos se denominaba Osó: 1842 En estos censos se denominaba Ossó: 1857, 1860, 1877, 1887, 1897, 1900 y 1910 Entre el censo de 1857 y el anterior, crece el término del municipio porque incorpora a 255052 (Bellver), 255105 (Castellnou de Monfalcó), 255252 (Montfalcó de Agramunt) |

| 237                        | 214 | 239 | 230 |
| (Fuente: [cita requerida]) |     |     |     |

## Patrimonio
- Iglesia  de San Pedro de Castellnou de Ossó
- Castillo de Castellnou de Ossó